# Aki Toyosaki
Aki Toyosaki (豊崎 愛生?, Toyosaki Aki; Prefettura di Tokushima, 28 ottobre 1986) è un'attrice, doppiatrice e cantante giapponese.

## Ruoli
2003
- Saturday Naisho!!, Se stessa

2006
- Red Garden, Studentessa

2007
- Kenkō Zenrakei Suieibu Umishō, Amuro Ninagawa
- Minami-ke, Yoshino
- Princess Resurrection, Reiri Kamura
- Shugo Chara!, Su

2008
- Bihada Ichizoku, Ai Shiratori
- Dolly☆Variety, Sora Aoki
- Minami-ke: Okawari, Yoshino
- Net Ghost PiPoPa, Sirena
- Shugo Chara!, Su
- Touhou Musōkakyō: A Summer Day's Dream (Suika Ibuki)

2009
- Akikan!, Najimi Tenkūji
- Aoi Hana, Miwa Mogi
- Asura Cryin', An Ōhara
- First Love Limited, Koyoi Bessho
- Kanamemo, Kana Nakamachi
- K-On!, Yui Hirasawa
- Minami-ke: Okaeri, Yoshino
- The Sacred Blacksmith, Lisa
- Spice and Wolf II, Merta
- To aru majutsu no index, Kazari Uiharu
- Umi Monogatari: Anata ga Ite Kureta Koto, Oshima
- Umineko no naku koro ni, Asmodeus
- Luminous Arc 3: Eyes, Sion

2010
- Asobi ni Ikuyo: Bombshells from the Sky, Melwin
- Book Girl, Chia Takeda
- Ichiban ushiro no dai maō, Keena Soga
- Junod, Mii
- Hyakka Ryōran Samurai Girls, Kanetsugu Naoe
- Lufia: Curse of the Sinistrals, Tia
- Keroro RPG: Kishi to Musha to Densetsu no Kaizoku, Illinx
- Kaichō wa Maid-sama!, Satsuki
- Mitsudomoe, Yuki Yoshioka
- K-On!!, Yui Hirasawa
- Ōkami-san to Shichinin no Nakama-tachi, Otohime Ryūgū
- Otome yōkai Zakuro, Bonbori
- The Qwaser of Stigmata, Tomo Yamanobe
- Sora no Otoshimoto: Forte, Chaos
- Toaru Majutsu no Index II, Kazari Uiharu

2011
- Ano hana, Tetsudō Hisakawa "Poppo" (bambino)
- Beelzebub, Aoi Kunieda
- Hourou Musuko, Momoko Shirai
- Mitsudomoe Zōryōchū!, Yuki Yoshioka
- Kami nomi zo Shiru Sekai II, Jun Nagase
- Hanasaku iroha, Nako Oshimizu
- Phantom Breaker, Yuzuha Fujibayashi
- Mawaru-Penguindrum, Momoka Oginome

2012
- Kokoro Connect, Iori Nagase
- Medaka Box, Medaka Kurokami

2013
- Phantom Breaker: Battle Grounds, Yuzuha Fujibayashi
- Servant x Service, Megumi Chihaya
- Sunday Without God, Ai Astin
- Killer Is Dead, Mika Takekawa

2014
- J-Stars Victory Vs+, Medaka Kurokami
- Sora no method, Yuzuki Mizusaka

2015
- Fairy Tail, Sayla
- Ultimate Otaku Teacher, Kōtarō Araki

2016
- Zero Escape: Zero Time Dilemma, Q/Sean
- Time travel shōjo, Mari Hayase
- Persona 5, Caroline, Justine, Lavenza

2017
- Re:Creators, Altair
- Dragon Quest Rivals, Angelica
- Shinobi Master Senran Kagura: New Link, Kanetsugu Naoe, Momo Belia Deviluke

2018
- Laid-Back Camp, Aoi Inuyama
- Persona 5: Dancing in Starlight, Caroline, Justine, Lavenza
- Persona Q2: New Cinema Labyrinth, Caroline, Justine

2019
- Cautious Hero, Ristarte
- Persona 5 Royal, Caroline, Justine, Lavenza
- Kengan Ashura, Rino Kurayoshi

2020
- Persona 5 Strikers, Lavenza
- Mewkledreamy, Mew

2022
- Parallel World Pharmacy, Pharma de Médicis
- Goddess of Victory: Nikke, Crown

2023
- The Dangers in My Heart, Honoka Hara
- Persona 5 Tactica, Lavenza
- Genshin Impact, Navia

2025
- CITY the Animation, Niikura